# پورتو امپدوکله
پورتو امپدوکله (به ایتالیایی: Porto Empedocle) یک کومونه در ایتالیا است که در استان آگریجنتو واقع شده‌است. پورتو امپدوکله ۲۴ کیلومتر مربع مساحت و ۱۷٬۲۳۱ نفر جمعیت دارد و ۲ متر بالاتر از سطح دریا واقع شده‌است.